# Teatro Sociale (Canzo)
Il Teatro Sociale di Canzo è un piccolo ma pregevole edificio teatrale, esempio della architettura neoclassica lombarda di inizio ottocento.

## Fondazione
La Società del Teatro Sociale di Canzo venne fondata nell'aprile del 1828 per volontà di famiglie benestanti locali e milanesi, che tenevano nella zona la propria residenza di campagna.  I soci si dividevano in dodici primari e sei secondari, a seconda delle quote sottoscritte e del alco posseduto.  La costituzione della società ottenne la autorizzazione, di prassi, dell'imperatore Francesco II, ma giunse solo nel 1830, ad apertura del teatro ormai avvenuta.
La progettazione venne affidata all'architetto milanese Gaetano Besia.  Egli progettò un semplice edificio in linea con i canoni del neoclassicismo, allora imperante. Collocato a lato piazza principale del paese, esso comprendeva un ridotto, a servire da luogo di convegno per i soci.  La platea a semicerchio ovoidale, con una volta dipinta dal Tessa. Alessandro Sanquirico, noto pittore e scenografo del Teatro alla Scala di Milano, realizzò il sipario.

## Gli anni d'oro
I lavori di costruzione iniziarono nel 1828 e furono ultimati l'anno successivo, permettendo l'inaugurazione il 18 ottobre 1829, con lo spettacolo "Il falso galantuomo", di Alexandre Duval, la cui messa in scena era stata affidata alla compagnia dei Filodrammatici di Milano.

Nel corso del XIX secolo il teatro ospitò spettacoli di prosa (alcuni tenuti dai soci medesimi), lirici e le consuete feste benefiche.  Dal 1882 l'edificio vennero utilizzati per le riunioni della locale Società Operaia, nonché da una scuola di disegno e da una Scuola serale.  Poi, in un progressivo degrado, anche per alloggiamento di soldati di passaggio.  Nel 1903 fu uno dei primi edifici del paese ad essere dotato di illuminazione elettrica.

## Trasformazione in cinematografo
L'11 febbraio 1939 il teatro venne donato alla sezione del Fascio di Canzo, in vista della edificazione di una nuova casa del fascio, ad opera del noto architetto Paolo Mezzanotte, in un terreno adiacente, salvo il mantenimento dell'edificio teatrale alle sue antiche funzioni. Lo scoppio della guerra rese impossibile la realizzazione del progetto. Ma il teatro prese ad essere denominato 'teatro del Fascio'.  Nel 1943 fu temporaneamente utilizzato per ricoverare sfollati da Milano. Nell'immediato dopoguerra ospitò innumerevoli comizi elettorali.
Già dagli anni Trenta, tuttavia, l'edificio era stato utilizzato come sala di proiezione cinematografica. Con la fine della guerra passò in proprietà al Comune di Canzo e continuò a funzionare come cinema, nella stagione estiva effettuava quotidianamente due proiezioni: una pomeridiana con film per ragazzi ed una serale  per adulti; occasionalmente tornava ad essere utilizzato come teatro. Dagli anni '80 rimase chiuso.

## Restauro e rinascita
I primi lavori di recupero risalgono al 1985, con il rifacimento delle coperture, seguito alla storica nevicata del 1985.  Se ne decise, quindi, il completo restauro, la costruzione delle uscite di sicurezza, che portò alla nuova inaugurazione, il 25 aprile del 1990.  L'Amministrazione comunale decise di allestire di nuovo una stagione teatrale per gli anni 1991-'92, iniziando proprio col Teatro Filodrammatici di Milano. Accanto a questa compagnia vanno ricordati anche l'orchestra dei Pomeriggi Musicali di Milano e l'Autunno Musicale di Como sempre presenti nella programmazione. Sono inoltre frequenti commedie dialettali, grazie ad una compagnia veneta ed alla Filodrammatica Canzese.
Ospita attualmente stagioni di musica e di prosa.